# Pieter Serry
Pieter Serry (ur. 21 października 1988 w Aalter) – belgijski kolarz szosowy, zawodnik profesjonalnej grupy kolarskiej Deceuninck-Quick Step.

## Najważniejsze osiągnięcia
2010
- 4. miejsce w Cinturó de l'Empordà
- 5. miejsce w Tour des Pyrénées

2011
- 2. miejsce w De Vlaamse Pijl
- 9. miejsce w Kattekoers
- 9. miejsce w Bayern Rundfahrt
  -  Zwycięzca klasyfikacji górskiej

2012
- 3. miejsce w Brabantse Pijl
- 6. miejsce w Tour of Norway

2013
- 7. miejsce w Giro di Lombardia
- 8. miejsce w Clásica de San Sebastián

2014
- 3. miejsce w Mistrzostwach Świata (TTT)
- 3. miejsce w Mistrzostwach Belgii (ITT)
- 6. miejsce w Trofeo Serra de Tramuntana
- 10. miejsce w Classic Sud-Ardèche

2015
- 4. miejsce w Czech Cycling Tour
  - 1. miejsce na 1. etapie (TTT)
- 6. miejsce w Mistrzostwach Belgii (ITT)
- 7. miejsce w Classic Sud-Ardèche

2016
- 4. miejsce w Tour La Provence
- 4. miejsce w Classic Sud-Ardèche
- 5. miejsce w La Drôme Classic